# Cyprus Airways
A Cyprus Airways é uma companhia aérea do Chipre.

## Frota

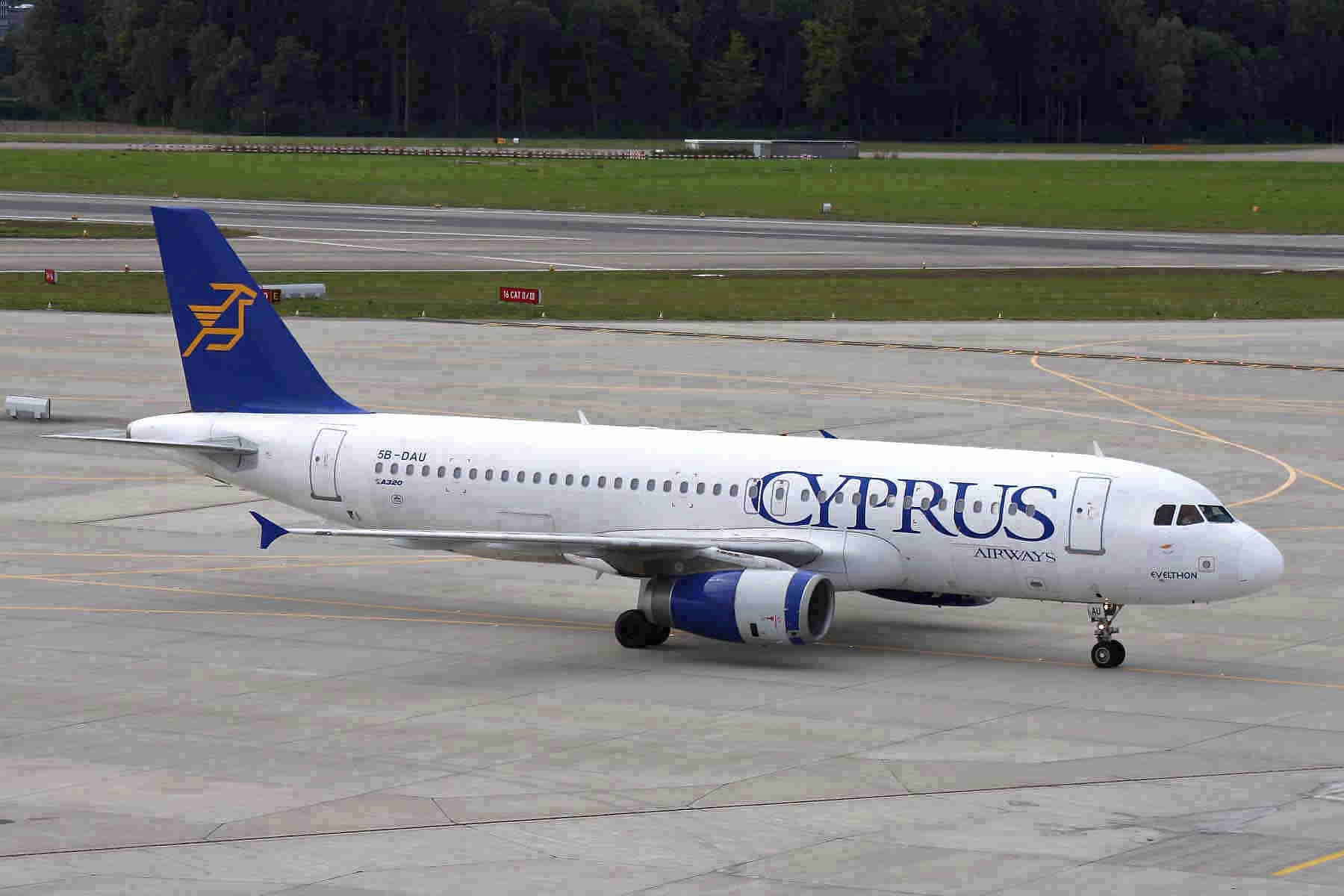
Airbus A320 da Cyprus Airways.

Em 2013:
- 6 Airbus A320-200